# Květy intimních nálad (Sova)
Květy intimních nálad (cz. Kwiaty intymnych nastrojów) – drugi po Realistycznych strofach, a zarazem pierwszy utrzymany w poetyce impresjonizmu tomik czeskiego poety Antonína Sovy, opublikowany w 1891. Zbiorek dzieli się na trzy części: Z niv a pasek, Městské siluety i Balady duše. Poeta stosuje wiersz regularny, w tym czeski aleksandryn.

Jsou tiché pastviny z večera ku podzimi,
z par sosny kývají větvemi prořídlými,
z trav žlutých, vymetlých zří ocún zádumčivý
a šípků opadlých řad zakrslý a křivý.